# Esiliiga 2016
Die Esiliiga 2016 war die 26. Spielzeit der zweithöchsten estnischen Fußball-Spielklasse der Herren. Sie begann am 25. Februar und endete am 6. November 2016.

## Modus
Die Liga umfasste wie in der Vorsaison zehn Teams. Dabei traten die Mannschaften an 36 Spieltagen jeweils vier Mal gegeneinander an. Der Tabellenerste JK Tulevik Viljandi stieg direkt in die Meistriliiga auf, der Viertplatzierte Maardu Linnameeskond spielte in der Relegation gegen den Neunten der Meistriliiga Pärnu Linnameeskond um den Aufstieg. Nachwuchsmannschaften waren nicht aufstiegsberechtigt. Der Letzte und Vorletzte stiegen in die drittklassige Esiliiga B ab, der Achte musste in die Relegation gegen den Abstieg.

## Vereine
JK Tulevik Viljandi war aus der Meistriliiga abgestiegen. Aus der Esiliiga B kamen Maardu Linnameeskond und der FC Lootus Kohtla-Järve hinzu.
| Verein                  | Stadt        | Stadion                    | Kapazität |
| ----------------------- | ------------ | -------------------------- | --------- |
| JK Tallinna Kalev       | Tallinn      | Kalevi Keskstaadion        | 11.5000   |
| FC Flora Tallinn U-21   | Tallinn      | A. Le Coq Arena            | 10.5000   |
| FC Infonet Tallinn U-21 | Tallinn      | Infoneti lasnamäe staadion | 1.200     |
| FC Levadia Tallinn U-21 | Tallinn      | Maarjamäe staadion         | 1.000     |
| FC Nõmme Kalju U-21     | Nõmme        | Hiiu staadion              | 0500      |
| Kohtla-Järve JK Järve   | Kohtla-Järve | Spordikeskuse Stadion      | 2.200     |
| Maardu Linnameeskond    | Maardu       | Maardu linnastaadion       | 0500      |
| FC Santos Tartu         | Tartu        | Tamme staadion             | 1.600     |
| JK Tulevik Viljandi     | Viljandi     | Viljandi linnastaadion     | 2.000     |
| JK Vaprus Vändra        | Vändra       | Vändra staadion            | 0307      |

## Abschlusstabelle
| Pl. | Verein                    | Sp. | S  | U | N  | Tore    | Diff. | Punkte |
| --- | ------------------------- | --- | -- | - | -- | ------- | ----- | ------ |
| 1.  | JK Tulevik Viljandi (A)   | 36  | 28 | 5 | 3  | 106:380 | +68   | 89     |
| 2.  | FC Flora Tallinn U-21     | 36  | 20 | 8 | 8  | 078:470 | +31   | 68     |
| 3.  | FC Infonet Tallinn U-21   | 36  | 18 | 2 | 16 | 098:810 | +17   | 56     |
| 4.  | Maardu Linnameeskond (N)  | 36  | 16 | 6 | 14 | 083:750 | +8    | 54     |
| 5.  | FC Levadia Tallinn U-21   | 36  | 15 | 5 | 16 | 081:690 | +12   | 50     |
| 6.  | FC Santos Tartu           | 36  | 16 | 1 | 19 | 063:700 | −7    | 49     |
| 7.  | JK Tallinna Kalev         | 36  | 13 | 6 | 17 | 056:580 | −2    | 45     |
| 8.  | FC Nõmme Kalju U-21       | 36  | 12 | 5 | 19 | 062:860 | −24   | 41     |
| 9.  | JK Vaprus Vändra          | 36  | 8  | 8 | 20 | 048:960 | −48   | 32     |
| 10. | Kohtla-Järve JK Järve (N) | 36  | 8  | 6 | 22 | 042:970 | −55   | 30     |

Platzierungskriterien: 1. Punkte – 2. zugesprochene Siege – 3. Siege – 4. Direkter Vergleich (Punkte, Tordifferenz, geschossene Tore) – 5. Tordifferenz – 6. geschossene Tore – 7. Fair-Play
| (A) | Absteiger aus der Meistriliiga 2015 |
| (N) | Neuaufsteiger aus der Esiliiga B    |

## Relegation
Aufstieg
Die Spiele fanden am 12. und 19. November 2016 statt.
|                      | Gesamt |                     | Hinspiel | Rückspiel |
| -------------------- | ------ | ------------------- | -------- | --------- |
| Maardu Linnameeskond | 4:9    | Pärnu Linnameeskond | 1:5      | 3:4       |

Beide Vereine blieben in ihren jeweiligen Ligen.
Abstieg
Die Hinspiel fand am 12. November, das Rückspiel sollte am 19. November 2016 stattfinden.
|                | Gesamt |                     | Hinspiel | Rückspiel |
| -------------- | ------ | ------------------- | -------- | --------- |
| Tartu JK Welco | 2:0    | FC Nõmme Kalju U-21 | 2:0      | -:-       |

- Das Hinspiel endete mit 2:3. Das Ergebnis wurde jedoch in ein 2:0 umgewandelt, da die U-21 von Nõmme Kalju einen nicht spielberechtigten Spieler einsetzte. Dies führte auch zur Absage des Rückspiels, sodass Welco in die Esiliiga aufstieg.

## Torschützenliste
| Pl. | Name             | Mannschaft              | Tore |
| --- | ---------------- | ----------------------- | ---- |
| 01. | Eduard Golovljov | FC Infonet Tallinn U-21 | 39   |
| 02. | Vitali Gussev    | Maardu Linnameeskond    | 31   |
| 03. | Kristen Kähr     | JK Tulevik Viljandi     | 22   |
| 04. | Peeter Klein     | FC Nõmme Kalju U-21     | 20   |
| 05. | Erik Sorga       | FC Flora Tallinn U-21   | 17   |
| 06. | Sander Post      | JK Tulevik Viljandi     | 16   |
| 07. | Alex Meinhard    | FC Santos Tartu         | 14   |
| 08. | Aleksei Belov    | JK Tallinna Kalev       | 13   |
| 08. | Indrek Ilves     | JK Tulevik Viljandi     | 13   |
| 08. | Nikita Koger     | FC Levadia Tallinn U-21 | 13   |
| 08. | Edgar Tur        | FC Infonet Tallinn U-21 | 13   |